# 長尾大
長尾 大（ながお だい、1971年3月28日 - ）は、日本の作曲家、編曲家、ギタリスト、音楽プロデューサー。千葉県浦安市出身。Do As Infinityの元メンバー。血液型はO型。妻は歌手でモデルの上原なみ。

## 来歴
ビルの警備員をやりつつ、ギターでの楽曲製作に励む日々を送っていた。その後デモ楽曲が、アクシヴ（現 エイベックス・エンタテインメント）のスタッフの耳に留って呼ばれたのを機に、連日のように完成した楽曲をアクシヴに次々と持ち込むようになり、同社専属のクリエイターとしてデビューすることになった。
Do As Infinityの初期段階では作詞・作曲：D・A・I（これはDo As Infinityの略と捉える方が自然である）とクレジットされていた。実際に当時の作詞に関してはメンバー2名の他、担当ディレクターが手掛けているものがあり、作曲は「アザヤカナハナ」のみメンバーでギターの大渡、その他は2005年に一時解散するまでの全曲が長尾の手によるもの。
その後も数多くのミュージシャンへの楽曲提供を行い、アクシヴから独立後は事務所TRUE SONG MUSICを設立、ロック・バイオリン・プロジェクト「Sword of the Far East」のプロデューサー兼メンバーとして活動。
2020年6月24日、宮崎県小林市内で若干量の覚醒剤を所持したとして、宮崎県警察に覚醒剤取締法違反の現行犯で逮捕された。その後、同法違反（所持、使用）罪で起訴され、同年7月20日に大麻取締法違反（所持）容疑でも追送検された。
2023年3月26日、歌手でモデルの上原なみと結婚したことを発表した。

## 楽曲提供（作曲）
※Amasia Landscapeは省略。Do As InfinityはDo As Infinityのディスコグラフィを参照の事。D・A・I名義含む。共作含む（カッコ内は共作者）。*印は編曲にも参加（共作含む）。

### 浜崎あゆみ
- TO BE* [8センチ1999/05/12→12センチ2001/02/28]
- Boys & Girls* [1999/07/14]
- monochrome* [1999/08/11] （10thシングル「A」収録曲）
- too late* [1999/08/11] （10thシングル「A」収録曲）
- Trauma* [1999/08/11] （10thシングル「A」収録曲）
- End roll* [1999/08/11] （10thシングル「A」収録曲）
- Fly high （2ndアルバム「LOVEppears」収録曲） [1999/11/10] [シングルカット2000/02/09]
- ever free [2000/04/26] （14thシングル「vogue」収録曲）
- Far away （菊池一仁） [2000/05/17]
- SEASONS [2000/06/07]
- AUDIENCE （3rdアルバム「Duty」収録曲） [2000/9/27] [シングルカット2000/11/01]
- teddy bear （3rdアルバム「Duty」収録曲） [2000/9/27]
- Dearest (CREA) [2001/09/27]
- Daybreak （CREA、松田純一） （4thアルバム「I am...」収録曲） [シングルカット2002/03/06]
- no more words (CREA) （4thアルバム「I am...」収録曲）[2001/12/26]
- flower garden (CREA) （4thアルバム「I am...」収録曲） [2001/12/26]
- Free&Easy (CREA) [2002/04/24]
- independent (CREA) （27thシングル「H」収録曲） [2002/07/24→再発2002/11/07]
- July 1st (CREA) （27thシングル「H」収録曲） [2002/07/24→再発2002/11/07]
- HANABI (CREA) （27thシングル「H」収録曲） [2002/07/24→再発2002/11/07]
- Voyage (CREA) [2002/09/26]
- WE WISH （5thアルバム「RAINBOW」収録曲） [2002/12/18]
- Real me （5thアルバム「RAINBOW」収録曲） [2002/12/18]
- + (CREA) （5thアルバム「RAINBOW」収録曲） [2002/12/18]
- RAINBOW (CREA) (ベストアルバム「A BALLADS」収録曲） [2003/03/12]
- HANABI～episode II～ (CREA) （29thシングル「&」収録曲） [2003/07/09]
- theme of a-nation'03 (CREA) （29thシングル「&」収録曲） [2003/07/09]
- forgiveness (CREA) [2003/08/20]
- Will (CREA) （37thシングル「HEAVEN」収録曲） [2005/09/14]
- BLUE BIRD [2006/06/21]
- NEXT LEVEL （10thアルバム「NEXT LEVEL」収録曲） [2009/03/25]
- BALLAD [2009/12/29]
- Return Road（13thアルバム「Party Queen」収録曲） [2012/03/21]
- Sweet scar（4thミニアルバム「again」収録曲） [2012/12/08]

なお、CREAは浜崎のクレジット名（ペンネーム）である

### hitomi
- WISH (14thシングル「君のとなり」収録曲) [1999/06/16]
- MADE TO BE IN LOVE (14thシングル「君のとなり」収録曲) [1999/06/16]
- there is... [1999/08/04]
- Gamble (4thアルバム「thermo plastic」収録曲) [1999/10/13]
- 甘い涙 (4thアルバム「thermo plastic」収録曲) [1999/10/13]
- UNDER THE SUN (4thアルバム「thermo plastic」収録曲) [1999/10/13]
- 7(SEVEN) (23rdシングル「SAMURAI DRIVE」収録曲) [2002/01/09]
- Primary (6thアルバム「huma-rhythm」収録曲) [2002/01/30]

### Every Little Thing
- No limit （4thアルバム「4 FORCE」収録曲）[2001/03/22]
- One （4thアルバム「4 FORCE」収録曲）[2001/03/22]
- ・・・。 （5thアルバム「Many Pieces」収録曲）[2003/03/19]

### チェキッ娘
- はじまり [1999/03/03]
- 最初の気持ち [1999/05/26]
- ありがとう [1999/09/17]

### 山本サヤカ
- 東京だより (1stミニアルバム「惜春」収録曲) [2005/02/16]
- 惜春 (1stミニアルバム「惜春」収録曲) [2005/02/16]
- 地区予選 (1stミニアルバム「惜春」収録曲) [2005/02/16]
- 僕らは弥生の風の中 (1stミニアルバム「惜春」収録曲) [2005/02/16]
- 斑鳩(1stミニアルバム「惜春」収録曲) [2005/02/16]
- クリスマス行進曲 (1stミニアルバム「惜春」収録曲) [2005/02/16]
- 夕凪の下の秘密基地 （鈴木大輔）(2ndミニアルバム「線香花火」収録曲) [2005/09/14]
- 牡丹雪の降る街 [2005/12/07]
- 星の下の時計台(1stシングル「牡丹雪の降る街」収録曲) [2005/12/07]
- 雪山の白い使い(1stシングル「牡丹雪の降る街」収録曲) [2005/12/07]
- つくしの言伝 (3rdミニアルバム「つくしの言伝」収録曲) [2006/03/23]
- ここに いるよ (3rdミニアルバム「つくしの言伝」収録曲) [2006/03/23]

### SE7EN
- 光 [2005/02/23]
- 塵星 (1stシングル「光」収録曲)[2005/02/23]
- STYLE [2005/05/18]
- FOREVER MIND(SE7ENとの共作) (2ndシングル「STYLE」収録曲)[2005/05/18]
- スタートライン [2005/10/19]
- Puzzle(KEN"BABY"Hとの共作)(1stアルバム「FIRST SE7EN」収録曲) [2006/03/08]
- Entrance (1stアルバム「FIRST SE7EN」収録曲) [2006/03/08]
- 蜃気楼～SHINKIRO～ (1stアルバム「FIRST SE7EN」収録曲) [2006/03/08]
- Rainbow (1stアルバム「FIRST SE7EN」収録曲) [2006/03/08]
- Red Voice (SE7ENとの共作)(1stアルバム「FIRST SE7EN」収録曲) [2006/03/08]
- そのままで。。。(1stアルバム「FIRST SE7EN」収録曲) [2006/03/08]
- Key of love (1stアルバム「FIRST SE7EN」収録曲) [2006/03/08]

### dream
- Private wars [2000/05/03]
- FREE AS THE WIND （多胡邦夫・米田浩徳） (1stアルバム「Dear・・・」収録曲) [2001/02/28]
- Our Time [2001/08/08]
- New Days （菊池一仁）※橘佳奈ソロ (2ndアルバム「Process」収録曲)[2002/02/14]

### キーヤキッス
- please! [2001/06/06]
- マシュマロワープ (5thシングル「please!」収録曲)[2001/06/06]
- ヴェルヴェット・イエイエ(6thシングル「デカダンス」収録曲)[2001/09/19]

### レッド・ペッパー・ガールズ
- Summer Memories〜水泳部でした〜 [2008/12/24]
- 宇田川町ラケンロール [2008/12/24]
- 恋のドン・キホーテ [2008/12/24]
- ニコニコJINSEI [2008/12/24]
- 酔いどれ子猫 [2008/12/24]
- Hyper Speed Way [2008/12/24]
- アゲハ [2008/12/24]
- 好調乱舞 [2008/12/24]
- エゴイスティック☆シャンペィン [2008/12/24]
- 猫チェリー [2008/12/24]

### その他
- 街路樹/YURIMARI [1999/05/08]
- CUBE/セミダブルオリジナル・サウンドトラック & 6ソングス [1999/06/02]
- 終わらない理由/吉沢梨絵 [1999/06/09]
- いつか/上田愛美 [1999/09/01]
- なかよし/上田愛美 (1stシングル「いつか」収録曲) [1999/09/01]
- CRY/TRINITY (1stアルバム「TRILLIONS」収録曲 [2000/03/29]
- Music All Night/Shino(1stアルバム「FOR」収録曲) [2001/11/28]
- With All Might/Shino (1stアルバム「FOR」収録曲) [2001/11/28]
- 勝/ロンドンブーツ1号2号 [2002/02/27]
- nobody else/EXILE (1stアルバム「our style」) [2002/03/06]
- beloved/島谷ひとみ (2ndアルバム「シャンティ」収録曲) [2002/06/12]
- メイアイ/KRUD [2002/08/21]
- Air/上原多香子 [2002/09/19]
- Drive me nuts/Cyber X feat. Van ※作詞も [2003/04/23]
- 流星RIDE/ISSA (1stアルバム「EXTENSION」収録曲) [2003/05/21]
- Viewtiful World/Viewtiful Joe [2003/06/11]
- 夏の残骸/小日向しえ [2003/08/21]
- Gentle Words/倖田來未 [2003/12/10]
- 夏のしおり-epilogue-/Eurasia 404 (アルバム「a-nation'04 BEST HIT SUMMER」収録曲) [2004/07/28]
- Alone/Ruppina (3rdアルバム「in the name of love」収録曲) [2004/08/25]
- Eurasia 404/Eurasia 404 (アルバム「雨鱒の川オリジナルサウンドトラック」収録曲) [2004/09/08]
- Don't You Wanna/Akico (「SLOW DANCE ORIGINAL SOUNDTRACK」収録曲)[2005/07/27]
- Blaze Away/TRAX [2005/09/14]
- 白のメロディー*/VOXRAY [2005/12/01]
- タタカウ/DAZZ FEED (1stアルバム「fink of chandelier」収録曲)[2006/03/31]
- カンヒザクラ/I-lulu(1stアルバム「ROPS」収録曲)[2006/4/26]
- ピストル/I-lulu(1stアルバム「ROPS」収録曲)[2006/04/26]
- This way!!/I-lulu(1stアルバム「ROPS」収録曲)[2006/04/26]
- Beautiful spider/I-lulu(1stアルバム「ROPS」収録曲)[2006/04/26]
- 月灯り/As (1stアルバム「and song」収録曲)[2006/6/07]
- Snow celebration/アイドリング!!! [2008/01/23]
- Say Hello/melody. (4thアルバム「Lei Aloha」収録曲)[2008/4/09]
- Beneath My Skin/melody. (4thアルバム「Lei Aloha」収録曲)[2008/4/09]
- Debug Android/上原奈美 (デジタルシングル「Debug Android/WHITE&BLUE」収録曲)[2022/12/24]
- WHITE&BLUE/上原奈美 (デジタルシングル「Debug Android/WHITE&BLUE」収録曲)[2022/12/24]

## ギタリスト参加曲
- 岬/ロンドンブーツ1号2号 [2000/12/06]
- 勝/ロンドンブーツ1号2号 [2002/02/27]
- Viewtiful World/Viewtiful Joe [2003/06/11]

## 編曲参加曲
- 太陽のカサ/I-lulu [2005/12/14]
- ふたりで/I-lulu (1stシングル「太陽のカサ」収録曲) [2005/12/14]
- ガンバレ乙女（笑）/アイドリング!!!
- Snow celebration/アイドリング!!!
- 恋ゴコロ/アイドリング!!!